# Krhanice
Krhanice (en allemand : Krehanitz) est une commune du district de Benešov, dans la région de Bohême-Centrale, en République tchèque. Sa population s'élevait à 1 051 habitants en 2020.

## Géographie
Krhanice se trouve sur la rive droite de la Sázava, un affluent de la Vltava, à 4 km au nord-ouest du centre de Týnec nad Sázavou, à 13 km au nord-ouest de Benešov et à 26 km au sud-sud-est de Prague.
La commune est limitée par Pohoří et Kamenice au nord, par Týnec nad Sázavou à l'est et au sud, et par Lešany et Kamenný Přívoz à l'ouest.

## Histoire
La première mention écrite du village date de 1360.

## Administration
La commune se compose de trois quartiers :
- Dolní Požáry ;
- Krhanice ;
- Prosečnice.

## Personnalité
- Otakar Brousek (1924-2014), acteur.